# سد سپولودا
سد سپولودا (انگلیسی: Sepulveda Dam) یک سد خشک در دره سن فرناندو، کالیفرنیا، ایالات متحده آمریکا است که توسط سپاه مهندسی ارتش ایالات متحده برای کنترل سیلاب‌های زمستانی طراحی و ساخته شده است.
این سد که در ۱۹۴۱ افتتاح شده دارای ۴٫۷۲ کیلومتر طول تاج، ۹٫۱ متر عرض تاج و ۲۱ میلیون مترمکعب حجم کلی مخزن است.